# سكوت سيمبسون
سكوت سيمبسون (بالإنجليزية: Scott Simpson)‏ هو سياسي نيوزلندي، ولد في 11 سبتمبر 1955. حزبياً، نشط في الحزب الوطني في نيوزيلندا. وقد انتخب عضو مجلس النواب نيوزيلندا عن دائرة Coromandel (New Zealand electorate) ‏ وقد انضم خلال فترته النيابية ‏ للكتلة البرلمانية الحزب الوطني في نيوزيلندا.